# Joseph Werbrouck
Joseph Werbrouck (10 de janeiro de 1882 — 3 de junho de 1974) foi um ciclista belga que participava em competições de ciclismo de pista.

## Londres 1908
Competiu como representante de seu país nos Jogos Olímpicos de Verão de 1908 em Londres, onde conquistou a medalha de bronze na corrida de 20 quilômetros em pista. Participou também na prova de 660 jardas, sendo eliminado na primeira rodada.